# Svenska spelbolag
I Sverige hade svenska staten ett enligt lag monopol på spel om pengar eller pengars värde fram till 2019. Inom det svenska spelmonopolet verkar svenska spelbolag och organisationer som av regeringen eller någon statlig myndighet getts tillstånd att anordna spel om pengar eller pengars värde. Tillstånd från regeringen ges i form av så kallade koncessionsbeslut. Exempel på svenska spelbolag som regelbundet ansöker om och erhåller koncessionsbeslut från regeringen är AB Svenska Spel och AB Trav och Galopp (ATG). 
Lotteriinspektionen, som är tillsynsmyndighet för spel och lotterier i Sverige, kan ge tillstånd till ideella organisationer med allmännyttig verksamhet som vill anordna rikstäckande lotterier. Exempel på spelformer som arrangeras med sådant tillstånd är Bingolotto som arrangeras av Folkspel, Miljonlotteriet som arrangeras av IOGT-NTO och Kombilotteriet som arrangeras av Socialdemokraterna och SSU. Tillstånd kan även ges av länsstyrelsen eller kommunen, beroende på inom vilket geografiskt område lotteriet ska anordnas. Spel på varuspelsautomater, förströelsespel och restaurangkasino med låga insatser och vinster får arrangeras av enskilda personer och företag, förutsatt att tillstånd har getts från Lotteriinspektionen. 
Det största svenska spelbolaget på monopolmarknaden är AB Svenska Spel som år 2022 stod för drygt 29% av omsättningen på den svenska spelmarknaden. Svenska Spel ägs till 100 procent av svenska staten. Det näst största spelbolaget på monopolmarknaden är AB Trav och Galopp (ATG). ATG är hästnäringens egen spelbolag och ägs av Svensk Travsport och Svensk Galopp. ATG stod för ungefär 19% av omsättningen på den svenska spelmarknaden år 2022 och anordnar spel om pengar på hästtävlingar.

## Historik
I efterdyningarna av IT-kraschen år 2000 startades en mängd svenska spelbolag. På kort tid växte en ny industri för digitalt spel fram och entreprenörerna bakom nya företag som Betsson, Mr Green, Leovegas, Betsafe och Maria Bingo skulle inom några år komma att bli några av Sveriges mest förmögna personer. Företagen kringgick statliga Svenska Spels monopol genom att skaffa spellicens utomlands.
Först ut var Unibet som startades 1997. Inledningsvis var bolaget, som erbjöd spel på olika sporter, endast till hälften digitalt. Oddsen gick att se på nätet men de som ville spela fick man ringa in till företaget varpå bolagets grundare, den 27-årige Anders Ström från Sala, uppdaterade siffrorna på nätet. Spellicensen ordnade han via Malta där bolagsskatten var låg och inget spelmonopol finns. Många svenska spelföretag skulle sedan komma att gå i samma spår och skaffa sin spellicens på Malta.
I mars 2003, när Stockholmsbörsen nådde sin absoluta bottenpunkt efter IT-kraschen, gick det tvärtom utmärkt för de nya spelbolagen. Betsson värderas då till 74 miljoner kronor och 2010 hade företagets värde ökat till 8,5 miljarder kronor.
Svenska staten försökte stoppa de utlandsregistrerade onlinespelbolagens framfart genom att förbjuda utländska spelbolag att göra reklam i Sverige. Förbudet kringgicks dock genom att spelbolagen köpte reklam på TV3 och Kanal 5, som var sändningar går via England. De stora annonspengarna gjorde också att kvällstidningarna valde att ignorera förbudet och släppa igenom annonser för spelföretagen.

## Utredning om att slopa spelmonopolet
Den svenska regeringen tillsatte en utredning för att utreda spelmonopolet. Spellicensutredningen presenterades av Civilminister Ardalan Shekarabi den 31 mars 2017 och utredningens förslag innebar att utländska aktörer skulle kunna ansöka om spellicens i Sverige mot en vinstskatt på 18%. Utredningen visar på att nio av de 10 kasinon som just nu agerar från utlandet skulle kunna ansöka om licens i Sverige. . Spelmonopolet slopades 1 januari 2019 och i början av det året hade 55 spelbolag beviljats spellicens. När spelmonopolet slopades 1 januari 2019 fanns det i början av året 55 spelbolag med beviljad licens. Enligt statistik från Spelinspektion 2022 finns det nu 88 bolag med aktiva licenser varav 68 stycken har licens för kommersiellt onlinespel och/eller vadhållning. Spellinspektionens uppskattning visar att omsättningen från olicensierade bolag har minskat sedan monopolet slopades.

## Regler för en säkrare spelmarknad
Den 1 juli 2023 trädde nya regler för spellagen i kraft vars mål är att göra den svenska spelmarknaden säkrare och hälsosammare vilket påverkar dig som spelare positivt. Lagändringarna kommer göra det svårare för casino och spelbolag utan licens att ta sig in på svensk spelmarknad. Betalleverantörer ska utöver att sköta betalningar nu även hjälpa spellinspektionen genom att lämna över information om betalningar till spelbolag utan licens görs. Det här kommer försvåra för aktörer utan tillstånd att finnas på marknaden. Därtill får spelinspektionen större utrymme att undersöka misstänkta speltjänster genom att kunna köpa tjänster med falsk identitet. Utan att uppge vem man som spelar ska spellinspektionen kunna utgöra sig som en vanlig casinospelare för att enklare undersöka misstänkta speltjänster. Slutligen ökar graden som spelbolag måste samarbeta med polis ifall brott i samband med spel misstänks.

## Regeringen föreslår höjd punktskatt
I regeringens höstbudget föreslås höjd punktskatt från 18 till 22 procent som i sådana skulle träda i kraft 1 juli 2024 vid genom röstning. Bakomliggande orsaken är att 2019 när marknaden avreglerades valdes 18% som en försiktig nivå för att inte påverka andelen spel hos svenska spelbolag. Sedan dess menar regeringen att framgångsrika åtgärder för att stänga ut spelbolag utan licens samt att spelmarknaden växt gör en höjning på 4 procentenheter rimlig utan att det drabbar svenska spelbolag för hårt.

## Svenska spelbolag med säte i andra länder
Idag finns det många spelbolag som grundats, ägs eller drivs av svenskar och har en stark koppling till Sverige trots att huvudkontoret ligger utanför Sverige och spellicensen också kommer från något annat land. Flera av dessa företag är idag välkända namn som har tagit stora marknadsandelar på Internet inom områden som kasino, poker, bingo och sportvadslagning. De svenska spelbolagen som marknadsförs i Sverige befinner sig framförallt på Malta men även Cypern, England och Curaçao är vanliga länder att driva kasinoverksamhet från.
Först ut var Unibet som 1997 grundades av Anders Ström. Ett annat exempel på ett sådan företag är Betsson som grundades av svenskarna Fredrik Sidfalk, Anders Holmgren och Henrik Berquist, och vars nuvarande VD är svensken Ulrik Bengtsson. Betsson erbjuder bland annat casinospel, poker, odds och skraplotter på både webb och mobil. Betsson har sitt huvudkontor på Malta. Betsson AB sitter i Stockholm och är noterat på Stockholmsbörsen. VD för Betsson AB är Magnus Silfverberg.  Den 30 maj 2008 valde Betsson att öppet utmana svenska statens spelmonopol genom att på Södermalm i Stockholm öppna den första och hittills enda spelbutiken i Sverige som inte är ägs av Svenska spel. Lotteriinspektionen ansåg att butikens verksamhet stred mot lotterilagen och begärde att butiken skulle upphöra med att främja spelverksamhet. Beslutet överklagades av Betsson i flera omgångar och Den 22 december 2010 öppnades butiken för tredje gången, nu i enlighet med Lotteriinspektionens föreläggande från 2008 vilket innebär att inga av Betssons kännetecken eller logotyper syns i butiken. 
Ett annat spelbolag med stark koppling till Sverige är Expekt. Expekt, som grundades år 1999 av de svenska entreprenörerna Christian Haupt och Conny Gesar, var en av de första större vadslagningsbyråerna på Internet för den nordeuropeiska marknaden och spelbolagets viktigaste marknader är fortfarande Norden och Polen.
Mr Green är en kasinosajt grundad 2007 av Fredrik Sidfalk, Henrik Bergquist och Mikael Pawlo. Mr Green noterades på Nasdaq Stockholm 2016 och köptes 2019 av det brittiska spelbolaget William Hill genom ett offentligt uppköpserbjudande. 2021 förvärvades Mr Green av 888 Holdings.
Vera&John som drivs av Dumarca Gaming Ltd. hör också till den här gruppen spelföretag med stark svensk anknytning och säte utanför Sverige. 
Casumo är ytterligare ett av spelbolagen som har kopplingar till Sverige och har sitt huvudkontor i Malta samt spellicenser i både Storbritannien och Malta.  
Det har under perioder varit oklart om huruvida vinster från svenska spelbolag med säte i andra länder varit skattepliktiga eller ej. Ett EG-direktiv fastställde dock att spelvinster som inte skulle varit ålagda med skatteplikt i det egna landet inte heller ska beskattas från spelbolag med säte i andra länder inom EU.
Med tanke på antal spelbolag växer varje år, har det blivit mer och mer vanligare med portaler om spelbolag. Dessa portaler listar och jämför spelbolag som inriktar sig mot den svenska spelmarknaden. Portalerna är så pass uppskattade, att under år 2016 gick Catena Media, som driver flera populära portaler i Sverige, till börsen. Portalerna spelar en viktig roll i spelmarknaden, då det idag inte finns någon officiell databas över antal spelbolag som riktar in sig mot svenska spelmarknaden. Samtidigt som det dessutom tillkommer nya spelbolag varje år, vilket det också finns jämförelser kring.